# York Water
York Water ist das älteste investoreigene Versorgungsunternehmen der USA. Es wurde im Jahr 1816 gegründet und feierte im Jahr 2016 das 200-jährige Firmenjubiläum als älteste Aktiengesellschaft der USA. Die Aktiengesellschaft zahlt hierüber hinaus seit über 200 Jahren stetig steigende Dividenden ohne Ausfall an die Aktionäre aus.

## Aufgabenfeld
York Water leistet die Trinkwasserversorgung und Abwasserentsorgung in den Counties York, Adams, Franklin und Lancaster. In diesem Zusammenhang werden Staudämme, Kläranlagen, Parks und Seen errichtet, Leitungsnetze betreut und Reparaturen geleistet.

## Dividende
York Water schüttete bis zum Jahr 2025 insgesamt 613 Dividenden in Folge an die Aktionäre innerhalb von 208 Jahren aus. Dies entspricht dem längsten Rekord für durchgehend gezahlte Dividenden in den USA. Die Dividende wird im Quartalsturnus ausgeschüttet und lag im Kalenderjahr 2023 bei 20 Cent pro Quartal je Anteil. Innerhalb von 20 Jahren hat die Dividende von York Water sich verdoppelt, was einer durchschnittlichen Steigerung von 3,5 % pro Jahr entspricht. In Relation zum Aktienwert entspricht dies einer Jahresrendite von circa 2,8 % Brutto. Die York Water Aktie zählt somit zu den stetig steigenden Wertpapieren und hat dementsprechend einen sehr konservativen Ruf als traditionelles Dividendenpapier. Deshalb bietet die Gesellschaft einen Dividenden-Reinvestitionsplan an, indem Dividenden direkt in den Anteilsbesitz übergeführt werden, wodurch dieser erhöht wird. Aktien können in diesem Zusammenhang übertragen werden, ohne Zertifikate zu besitzen.

## Geschichte
Im 18. Jahrhundert wurde York mehrmals durch Brände zerstört. Am 23. Februar 1816 beschloss eine Gruppe lokaler Geschäftsleute deshalb eine Firma zu gründen, die eine öffentliche Wasserversorgung mit konstantem Wasserdruck leistet und ein System von Löschwasserhydranten für die Feuerwehr bereitstellt. Das Leitungsnetz bestand zunächst aus Deicheln, wurde aber im Jahr 1840 durch Leitungen aus Gusseisen ersetzt. Noch im Entstehungsjahr versorgte York Water 35 Gebäude mit Wasser. 1849 wurde eine Pumpstation gebaut, die Wasser mit Dampfmaschinen aus dem Codorus Creek in die Haushalte pumpte. Während des Sezessionskrieges besetzte die Konföderiertenarmee York und setzte die Wasserversorgung fort. Durch die Industrialisierung wurde die Hauptwasserquelle des Codorus Creek verschmutzt, was die Gesellschaft zur Erschließung neuer Trinkwasserquellen zwang. Im Jahr 1899 wurde die Grantley-Kläranlage vom Unternehmen errichtet und Filteranlagen in das Wassersystem integriert, um die Ausbreitung von Typhus zu verhindern. Dem Wasser wurde nach Filtration Chlor beigegeben, um die Bakterien abzutöten. Im Jahr 1903 wurde der von York Water errichtete, voll bewässerte Reservoir Park zum Wohl der Allgemeinheit eröffnet. Ab 1910 kaufte York Water Ländereien an, um dort 1913 den Lake-Williams-Damm zu errichten und die Wasserversorgung hierdurch auszubauen. Im Jahr 1928 wurde der heutige Firmensitz in der 130 East Market Street vom Architekten William B. Billmeyer entworfen. Das Gebäude wurde 1929 eröffnet. Im Jahr 1931 wurde die York-Filteranlage errichtet, die heute noch in Betrieb ist. Ab 1956 wurden die Dampfpumpen durch elektrische Pumpen ersetzt. In der Dürrezeit von 1967 schuf York Water den Redman-Stausee und erweiterte die Wasserversorgung. Die Staubecken wurden ab 1993 vollständig abgedeckt, um den Schutz von aufbereitetem Trinkwasser zu gewährleisten. Seit 2000 ist die York Water Aktie unter dem Namen YORW am NASDAQ international handelbar. 2004 wurde wegen der steigenden Einwohnerzahl eine weitere Pumpstation am Susquehanna River errichtet. Ab 2012 wurden zusätzliche Abwasserdienstleistungen angeboten. Ab 2018 wurde die Staudammstruktur des Lake Williams verbessert. In diesem Zuge wurde der See trockengelegt. Das Projekt wurde 2024 abgeschlossen.